# Chrosomus cumberlandensis
Chrosomus cumberlandensis е вид лъчеперка от семейство Шаранови (Cyprinidae). Видът е застрашен от изчезване.

## Разпространение
Разпространен е в САЩ.

## Описание
На дължина достигат до 7,6 cm.
Продължителността им на живот е около 4 години.